# Cordyloporus corruptus
Cordyloporus corruptus är en mångfotingart som beskrevs av Carl Graf Attems 1937. Cordyloporus corruptus ingår i släktet Cordyloporus och familjen Chelodesmidae. Inga underarter finns listade i Catalogue of Life.